# Jack Murdoch
John Lawrence Jack Murdoch (19. juli 1908 i Toronto – 10. oktober 1944, Nederlandene) var en canadisk roer som deltog i de olympiske lege 1928 i Amsterdam.
Murdoch vandt en bronzemedalje i roning under Sommer-OL 1928 i Amsterdam. Han var med på den canadiske båd som kom på en tredjeplads i otter med styrmand efter USA og Storbritannien
De andre på den canadiske otter var Frank Fiddes, John Hand, Frederick Hedges, Athol Meech, Herbert Richardson, Edgar Norris, William Ross og John Donnelly.